# The Crüxshadows
A The Crüxshadows (kiejtése: /ˈkruːʃædoʊz/) 1992-ben alapított amerikai dark wave/szintipop együttes Tallahasseeből. Pályafutások elején gothic rock műfajban játszottak, majd fokozatosan a dark wave és a szintipop irányába mozdultak, alkalmanként dance, trance és rockzenei elemekkel vegyítve zenéjüket. Az együttes fennállása alatt egy tucat stúdióalbumot adott ki.

## Tagok

### Jelenlegi felállás
- "Rogue" (Virgil Roger du Pont III) – vezető énekes, hegedű, billentyűs hangszerek és programozás, továbbá zene- és dalszerző, kreatív vezető, producer és az együttes frontembere
- Jen "Pyromantic" Jawidzik – szintetizátor, háttérvokál
- JoHanna Moresco – hegedű, háttérvokál
- David Russell Wood – hegedű, háttérvokál
- Jessica Lackey – E-dobok, háttérvokál, korábbi táncos
- Rachel "Victoria" Whitford – gitár

## Korábbi tagok
- Jenne Vermes – táncos, háttérvokál
- Cassandra Luger – gitár
- Valerie Gentile – gitár, háttérvokál
- Rachel McDonnell – billentyűs hangszerek, hegedű
- Stacey Campbell – gitár, vokál
- George Bikos – gitár
- Tim Curry  – gitár
- Kevin Page – gitár
- Chris Brantley – billentyűs hangszerek, vokál
- Trevor Brown – billentyűs hangszerek
- Sean Flanagan – billentyűs hangszerek
- Nick Bottom – billentyűs hangszerek
- Beth Allen – táncos
- Holly McCall – táncos, háttérvokál
- Rachel Ulrich – táncos
- Sarah Poulos – táncos, háttérvokál
- Sarah Stewart – táncos, háttérvokál
- Holly Hasty – táncos, háttérvokál
- Nichole Tadlock – táncos, háttérvokál
- Stephanie Griffith – hegedű, háttérvokál
- Stacia Marian – táncos, háttérvokál
- Ally Knight – táncos, háttérvokál
- Mike Perez – gitár

## Diszkográfia

### Stúdióalbumok
- ...Night Crawls In (1993)
- Telemetry of a Fallen Angel (1995)
- The Mystery of the Whisper (1999)
- Echoes and Artifacts/Intercontinental Drift (2001)
- Wishfire (2002)
- Ethernaut (2003)
- Telemetry of a Fallen Angel (anniversary edition) (2004)
- ...Night Crawls In (reissue) (2005)
- Shadowbox (CD+DVD) (2005)
- The Mystery of the Whisper & Until the Voices Fade (reissue) (2006)
- DreamCypher (2007)
- As the Dark Against My Halo (2012)
- Astromythology (2017)

### EP-k
- Until the Voices Fade... (1999)
- Paradox Addendum (2001)
- Tears (2001)
- Frozen Embers (2003)
- Fortress in Flames (2004)
- Quicksilver (2009)

### Kislemezek
- "Sophia" (2006)
- "Birthday" (2007)
- "Immortal" (2008)
- "Valkyrie" (2011)
- "Helios" (2016)
- "Singularities" (2017)
- "Home" (2017)
- "All the White Horses (Into the Mirror Darkly)" (2022)